# Deutsche Pharmazeutische Zentralbibliothek
Die Deutsche Pharmazeutische Zentralbibliothek ist eine Spezialbibliothek für pharmaziehistorische Literatur. Sie befindet sich in der Württembergischen Landesbibliothek in Stuttgart. 
Die Bestände der Pharmazeutische Zentralbibliothek stammen aus verschiedenen Quellen. Den Grundstock bilden die ehemaligen Bibliotheken der drei pharmazeutischen Vereine Deutsche Pharmazeutische Gesellschaft (DPhG), Deutscher Apothekerverein (DAV) und Internationale Gesellschaft für Geschichte der Pharmazie (IGGP) sowie ein Teil der Bücher der Stiftung Deutsches Apothekenmuseum. Die Bücher der IGGP sind im Zuge ihrer Neuorganisation inzwischen in den Besitz der Deutschen Gesellschaft für Geschichte der Pharmazie (DGGP) übergegangen und damit auch die Verpflichtungen gegenüber der Pharmazeutischen Zentralbibliothek. Insgesamt handelt es sich um rund 20.000 Monographien und Loseblattwerke, knapp 2500 Zeitschriftentitel sowie Sonderdrucke, Bilder und Kalender.
Finanziert und betreut wird die Bibliothek aus Mitteln des gemeinnützigen Trägervereins „Deutsche Pharmazeutische Zentralbibliothek e.V.“. Mitglieder des Trägervereins sind die ursprünglichen Besitzer der Buchbestände sowie mehrere Apothekerkammern und andere Institutionen. Die Bibliothek finanziert sich heute durch die Beiträge der Vereinsmitglieder.
Aufgabe der Pharmazeutischen Zentralbibliothek ist es, pharmazeutische und Apothekenliteratur zu sammeln, um die Entwicklung des Berufsstandes sowie der wissenschaftlichen Pharmazie zu dokumentieren. Dabei liegt der Schwerpunkt auf pharmaziehistorisch relevanter Literatur.
Der Bestand an Büchern ist inzwischen elektronisch erfasst und über Internet im Katalog der Württembergischen Landesbibliothek nachgewiesen (Sigel „24/1“). Über die Württembergische Landesbibliothek kann die Literatur entweder über Fernleihe bestellt oder vor Ort genutzt werden.